# Mike Vogel
Michael James "Mike" Vogel (Abington, 17 de Julho de 1979) é um ator e ex-modelo norte-americano. Ele começou a atuar em 2001 e desde então tem aparecido em diversos filmes e séries notáveis, incluindo O Massacre da Serra Elétrica, Quatro Amigas e um Jeans Viajante, Manobras Radicais, Poseidon, Namorados para Sempre, Histórias Cruzadas, Bates Motel, Cloverfield - O Monstro, e sua série de maior sucesso Under the Dome. Em 2017-2018 estrelou no papel principal da série de drama militar da NBC, The Brave (série de televisão).

## Biografia
Vogel nasceu em Abington Township, Pensilvânia, um subúrbio da Filadélfia. Filho de Kathy e Jim Vogel, cresceu em Warminster Township, Pensilvânia. Filho de descendentes de alemães, seus dois avôs lutaram na Segunda Guerra Mundial; um participou da Batalha das Ardenas, e o outro como um membro Seabee da marinha norte americana. Vogel também tem mais dois irmãos, o irmão mais novo, Daniel Aaron, e uma irmã chamada, Kristin. Ele frequentou a William Tennent High School, onde participou do time de luta. Também frequentou uma universidade católica privada, em Langhorne em 1998. No início dos anos 2000, ele frequentemente viajava para Nova York, para participar de audições em papéis como ator, e modelo.

## Carreira
Vogel começou sua carreira como modelo na icônica Levi Strauss & Co. Posteriormente foi escalado para o elenco da série de TV americana Grounded for Life, tendo um papel recorrente entre 2001 e 2004.
Seu primeiro papel cinematográfico foi no filme Grind, “Manobras Radicais”, lançado em dia 15 de agosto de 2003, onde estrelou com Adam Brody, e Jennifer Morrison. Seu próximo papel foi em Wuthering Heights, uma adaptação do romance de mesmo nome da escritora britânica Emily Brontë, e exibido na MTV. Sua última performance em 2003, foi no remake The Texas Chainsaw Massacre, lançado em outubro do mesmo ano com alto desempenho nas bilheterias.
Em 2005, após o cancelamento de Grounded For Life, Vogel interpretou Eric Richman, par romântico de Blake Lively em Quatro Amigas e um Jeans Viajante, lançado em junho. Em seguida atuou no papel principal de Supercross, um longa de baixo orçamento que estreou nos cinemas em agosto daquele ano. Vogel ainda teve uma participação em Havoc, também estrelado por Anne Hathaway. Havoc que foi gravado em 2003, só foi lançado em novembro de 2005. O filme não saiu nos cinemas e foi disponibilizado diretamente no formato doméstico. Ainda em 2005, atuou na comédia romântica Rumor Has It, “Dizem Por Aí” com Jennifer Aniston, onde atuou como o filho do personagem estrelado por Kevin Costner.
Em 2006, Vogel voltou as telas em Poseidon, um remake de The Poseidon Adventure de 1972; onde interpreta Emmy Rossum. O filme foi um fiasco de bilheteria, com um orçamento inicial de 160 milhões de dólares, arrecadou menos de 182 milhões de dólares. Vogel que havia recebido uma proposta para atuar como Anjo em X-Men 3: O Confronto Final, recusou para poder atuar em Poseidon. No mesmo ano, atuou na comédia romântica Caffeine, e assinou contrato para atuar no terror Open Graves, “Jogo Macabro”, filmado na Espanha.
Em 2007, Vogel atuou como Ian Stone, no terror The Deaths of Ian Stone, “Prisioneiro do Destino”. Em 2009, estrelou no suspense neo-noir Across The Hall, “Correndo contra o Tempo”. Em 2010, estrelou em dois longas de comédia romântica, She's Out of My League - “Ela é Demais para Mim”, e Blue Valentine - “Namorados para Sempre”. Ainda em 2010, atuou na série de TV, Miami Medical, e no drama biográfico Heaven's Rain.
Participou em 2011 na comédia romântica What's Your Number?, e no drama homônimo adaptado em filme, Histórias Cruzadas, no papel de Johnny Foote.  Também atuou no papel de Dean Lowrey na telessérie Pan Am, da ABC, um drama baseado na história da extinta companhia aérea de mesmo nome.
Em 2011, o site americano BuddyTV, classificou o ator em 96º lugar em sua lista de "Homens mais sexy da TV de 2011".
Em 2013, contracenou com Elias Koteas, Virginia Madsen e Jane Seymour, na comédia Jake Squared. No mesmo ano, atuou nos seis primeiros episódios de Bates Motel, série dramática de suspense, e prequela contemporânea do clássico Pyscho, de 1960. Ainda em 2013, Vogel começou a atuar em Under the Dome, série baseada na obra de Stephen King, no papel de Dale "Barbie" Barbara. O show teve três temporadas e terminou em 2015.
Em 2014, ele atuou no romance televisivo In My Dreams, e também no thriller dramático The Boy.
Estrelou em 2015 em Childhood's End, “O Fim da Infância”, minissérie baseada no livro homônimo de Arthur C. Clarke.
Em 2017, Vogel voltou a atuar com Erika Christensen em The Case for Christ. Em setembro do mesmo ano, estreou em The Brave, da NBC, uma série de drama militrar exibida entre 2017 e 2018, que conta a história de uma equipe de agentes de inteligência militar em várias áreas, que são destinados para missões especiais e difíceis, estando Vogel no papel de Adam Dalton, diretor de comunicação da equipe, e ex-comandante da Força Delta. A série teve somente uma temporada.
No fim de 2018, foi anunciado que Vogel atuaria no suspense Secret Obsession, lançado pela Netflix em 18 de julho de 2019.
Em fevereiro de 2019, o ator gravou para o episódio piloto de Triangle, no papel de David Roman. A série de ficção científica seria exibida pela ABC, mas foi suspensa pela emissora no mesmo ano.
No início de 2020, foi divulgado que Vogel iria estrelar a próxima série da Netflix, Sex/Life. Vogel anunciou em janeiro de 2022, que estava em preparativos para gravação da segunda temporada de Sex/Life.

## Vida pessoal
Mike é casado com Courtney Vogel, uma ex-modelo e com ela têm três filhos, Cassy Renee Vogel nascida em 2007, Charlee B. Vogel nascida em 2009 e Gabriel James Vogel nascido em 2013. A família vive em Nashville, Tennessee. Eles tem um pug e dois cavalos.

## Filmografia

### Cinema
| Ano  | Título                                | Papel              | Notas          |
| ---- | ------------------------------------- | ------------------ | -------------- |
| 2003 | Grind                                 | Eric Rivers        |                |
| 2003 | The Texas Chainsaw Massacre           | Andy               |                |
| 2005 | The Sisterhood of the Traveling Pants | Eric Richman       |                |
| 2005 | Havoc                                 | Toby               |                |
| 2005 | Supercross                            | Trip Carlyle       |                |
| 2005 | Rumor Has It...                       | Blake Burroughs    |                |
| 2006 | Poseidon                              | Christian          |                |
| 2006 | Caffeine                              | Danny              |                |
| 2007 | The Deaths of Ian Stone               | Ian Stone          |                |
| 2008 | Cloverfield                           | Jason Hawkins      |                |
| 2009 | Across the Hall                       | Julian             |                |
| 2009 | Open Graves                           | Jason              |                |
| 2010 | Blue Valentine                        | Bobby              |                |
| 2010 | She's Out of My League                | Jack               |                |
| 2011 | The Help                              | Johnny Foote       |                |
| 2011 | What's Your Number?                   | Dave Hansen        |                |
| 2011 | Heaven's Rain                         | Brooks Douglass    |                |
| 2013 | McCanick                              | Floyd Intrator     |                |
| 2013 | Jake Squared                          | Jake ator          |                |
| 2015 | The Boy                               | Pai                |                |
| 2016 | Lost and Found Part One: The Hunter   | John Carrel        | Curta-metragem |
| 2016 | Lost and Found Part Two: The Cross    | John Carrel        | Curta-metragem |
| 2017 | Adult Interference                    | Brock              |                |
| 2017 | The Case for Christ                   | Lee Strobel        |                |
| 2017 | Battle of the Sexes                   | Dançarino de boate |                |
| 2018 | The Amendment                         | Brooks Douglass    |                |
| 2019 | Secret Obsession                      | Russell            |                |
| 2020 | Fantasy Island                        | Tenente Sullivan   |                |
| 2021 | Collection                            | Ross               |                |

### Televisão
| Ano       | Título                                | Papel                 | Notas              |
| --------- | ------------------------------------- | --------------------- | ------------------ |
| 2001-2004 | Grounded for Life                     | Dean Piramatti        | 15 episódios       |
| 2003      | Wuthering Heights                     | Heath                 | Filme de TV        |
| 2008      | Criminal Minds                        | Policial na Briefing  | Episódio: "Normal" |
| 2009      | Empire State                          | Sam Cochrane          | Filme de TV        |
| 2010      | Miami Medical                         | Dr. Chris Deleo       | 13 episódios       |
| 2011-2012 | Pan Am                                | Dean Lowrey           | 14 episódios       |
| 2012      | Living Loaded                         | Dan                   | Filme de TV        |
| 2013-2015 | Under the Dome                        | Dale 'Barbie' Barbara | 39 episódios       |
| 2013      | Bates Motel                           | Deputado Zack Shelby  | 7 episódios        |
| 2014      | In My Dreams                          | Nick Smith            | Filme de TV        |
| 2015      | Childhood's End                       | Ricky Stormgren       | 3 episódios        |
| 2017-2018 | The Brave                             | Adam Dalton           | 13 episódios       |
| 2021-2023 | Sex/Life                              | Cooper Connelly       | 8 episódios        |
| 2021      | American Horror Story: Double Feature | John F. Kennedy       | 2 episódios        |